# TG8
Il TG8 è stato il telegiornale di TV8 gestito e curato dalla redazione di Sky TG24, trasmesso dal 29 giugno 2020 al 2 aprile 2021.

## Storia
L'11 giugno 2020 Sky Italia annuncia il lancio del TG8, che avviene il 29 con la conduzione di Andrea Bonini.
Il telegiornale, curato dalla redazione di Sky TG24, aveva un'unica edizione in onda alle 12:00 della durata di circa 35 minuti, preceduto da una breve anteprima. Si concludeva con Super 8, ovvero il riepilogo di otto notizie tra le più importanti trattate all'interno del notiziario. Subito dopo andavano in onda le previsioni meteorologiche, a cura de ilMeteo, in onda anche alle 19:30 e in tarda serata, pur non essendo queste ultime precedute dal telegiornale.
Il 23 marzo 2021 Sky ne annuncia la chiusura a causa dei bassi ascolti registrati nella fascia oraria in cui andava in onda fungendo da intermezzo della trasmissione Ogni mattina. L'ultima edizione, condotta da Francesca Baraghini, va in onda il 2 aprile 2021.

## TG8 Sport/TV8 Sport
Il 4 luglio 2020, dopo il TG8, debutta il TG8 Sport, notiziario sportivo curato dalla redazione di Sky Sport 24 in onda nel weekend dalle 12:35 alle 13:10. 

## Conduttori
- Francesca Baraghini
- Andrea Bonini
- Monica Peruzzi
- Lorenzo Gaggi
- Alberto Giuffrè